# Game Developers Choice Awards

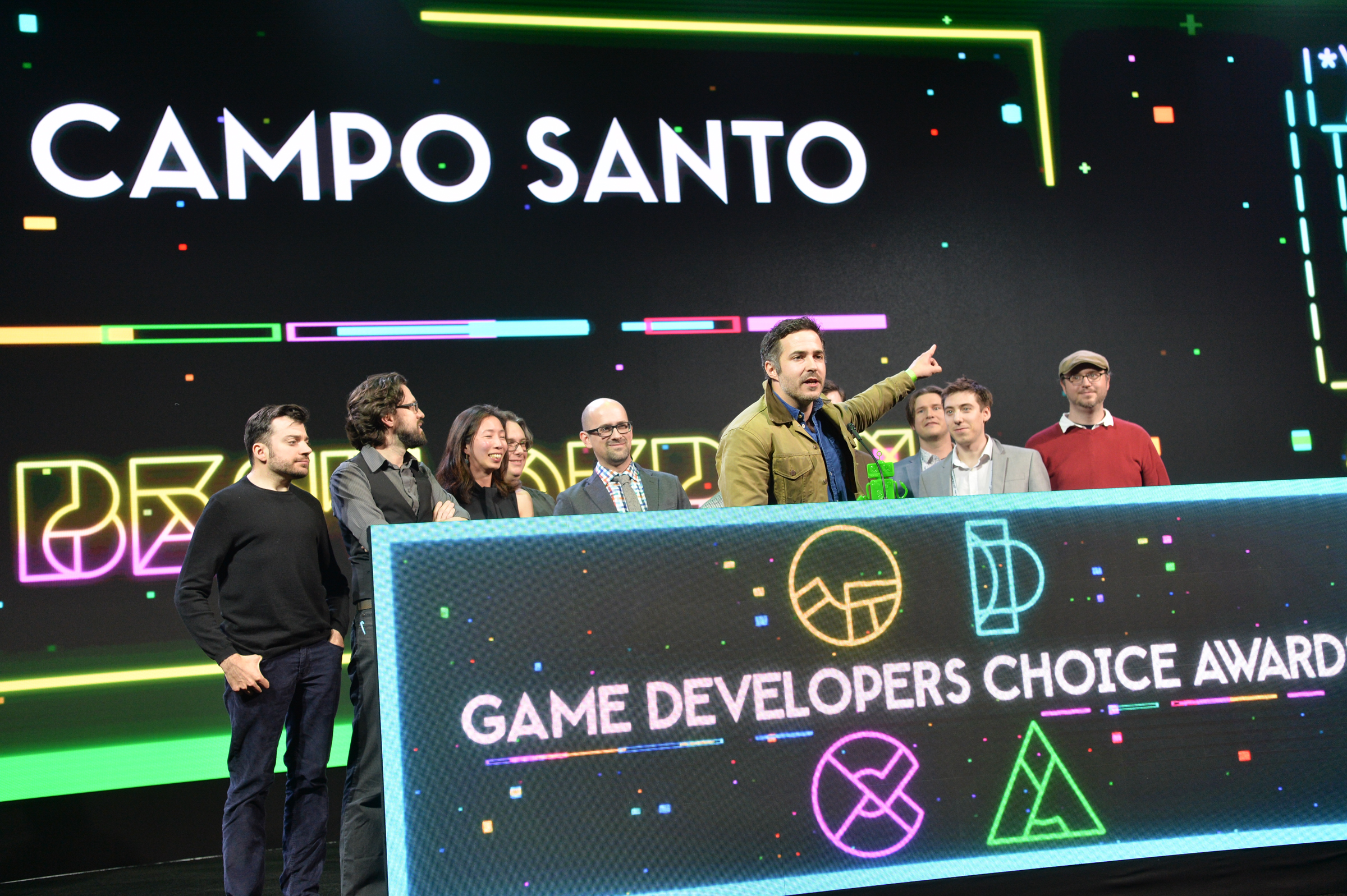
Membros de Campo Santo, uma empresa de desenvolvimento de jogos, aceito no Game Developers Choice Award pelo jogo Firewatch. March 1, 2017.

A Game Developers Conference anualmente sedia o Game Developers Choice Awards, um prêmio criado pela International Game Developers Association para os desenvolvedores de jogos e entretenimento entregue desde 2001. Anteriormente ao GDC awards, a Game Developers Conference sediou outra cerimônia de premiação chamada de Spotlight Awards, de 1997 a 1999.

## Lista de ganhadores

### Jogo do Ano
2009 : Uncharted 2: Among Thieves
2005 : Shadow of the Colossus
2004 : Half-Life 2
2003 : Star Wars: Knights of the Old Republic
2002 : Metroid Prime
2001 : Grand Theft Auto III
2000 : The Sims

### Personagem de Jogo Original do Ano
2004 : "HK-47" de Star Wars: Knights of the Old Republic
2003 : "Sly Cooper" de Sly Cooper and the Thievius Raccoonus
2002 : "Daxter" de Jak and Daxter: The Precursor Legacy
2001 : "Seaman" de Seaman

### Desenvolvimento dos personagens
2005 : Half-Life 2

### Estúdio Amador do Ano
2005 : Crytek (para Far Cry)
2004 : Infinity Ward (para Call of Duty)
2003 : Retro Studios (para Metroid Prime)
2002 : Bohemia Interactive Studio (para Operation Flashpoint)
2001 : Counter-Strike (para Counter-Strike)

### Excelência em Áudio
2006 : Guitar Hero 2
2005 : Halo 2
2004 : Call of Duty
2003 : Medal of Honor: Allied Assault
2002 : Halo: Combat Evolved
2001 : Diablo II

### Excelência em Projeto de Jogo
2005 : Katamari Damacy
2004 : Prince of Persia: The Sands of Time
2003 : Battlefield 1942
2002 : Grand Theft Auto III
2001 : Deus Ex

### Excelência no Projeto da Fases
2003 : Metroid Prime
2002 : ICO
2001 : American McGee's Alice

### Excelência na Programação
2004 : Prince of Persia: The Sands of Time
2003 : Neverwinter Nights
2002 : Black and White
2001 : The Sims

### Tecnologia
2005 : Half-Life 2

### Excelência em Artes Visuais
2005 : World of Warcraft
2004 : The Legend of Zelda: The Wind Waker
2003 : Kingdom Hearts
2002 : ICO
2001 : Jet Grind Radio

### Excelência na Escrita
2005 : Half-Life 2
2004 : Star Wars: Knights of the Old Republic
2003 : Tom Clancy's Splinter Cell

### Inovação do Ano
2005 : Donkey Konga; I Love Bees; Katamari Damacy
2004 : EyeToy: Play; Viewtiful Joe; WarioWare, Inc.: Mega Microgame$
2003 : Animal Crossing; Battlefield 1942; Medal of Honor: Allied Assault; The Thing
2002 : Black and White; Grand Theft Auto III;  ICO; Majestic; Rez
2001 : Counter-Strike; Crazy Taxi; Deus Ex; Jet Grind Radio; No One Lives Forever

### Lifetime Achievement Award
2005 : Eugene Jarvis
2004 : Mark Cerny
2003 : Gunpei Yokoi (1941-1997)
2002 : Yuji Naka
2001 : Will Wright

### The Pioneer Award (antigo First Penguin Award)
2007 : Alexey Pajitnov (criador de Tetris)
2006 : Don Woods, Will Crowther (criadores de Colossal Cave Adventure)
2005 : Richard Bartle
2004 : Masaya Matsuura
2003 : David Crane, Larry Kaplan, Jim Levy, Alan Miller, Bob Whitehead (fundadores da Activision)
2002 : Hubert Chardot (autor de Alone in the Dark)
2001 : Chip Morningstar and Randy Farmer (criadores de Habitat da Lucasfilm)

### Maverick Award
2005 : Matt Adams, Ju Row Farr, and Nick Tandavanitj (Blast Theory)
2004 : Brian Fiete, Jason Kapalka, and John Vechey (PopCap Games)

### IGDA Award For Community Contribution
2005 : Sheri Graner Ray
2004 : Ray Muzyka and Greg Zeschuk
2003 : Doug Church (Eidos Interactive)
2002 : Jeff Lander
2001 : John Carmack